# Semmering Schnellstraße
Droga ekspresowa S6 (niem. Schnellstraße S6) także Semmering Schnellstraße - droga ekspresowa w Austrii. 
Droga stanowi najważniejsze połączenie Styrii z Dolną Austrią i Wiedniem. Wraz z drogą S35 stanowi alternatywne dla autostrady A2 połączenie stolicy Austrii z miastem Graz.
Budowa drogi została zakończona w 2004 roku, wraz z otwarciem tunelu pod przełęczą Semmering. Do końca 2008 roku ma zakończyć się rozbudowa tunelu Ganzstein, w którym ruch prowadzony jest tymczasowo jedną jezdnią w obu kierunkach.